# Heterarmia dissimilis
Heterarmia dissimilis är en fjärilsart som beskrevs av Otto Staudinger 1897. Heterarmia dissimilis ingår i släktet Heterarmia och familjen mätare. Inga underarter finns listade i Catalogue of Life.